# 清水一彰
清水 一彰（しみず かずあき、1958年12月6日-）は、日本の俳優である。所属事務所は、GIFT。

## 概要
趣味・特技は沖縄三線、ベースギター、ロックボーカル。
桐朋学園大学演劇科中退後、1981年福岡の劇団道化に入団後、学校巡回演劇の舞台で活動。2003年演戯集団ばぁくうに所属。

## 出演

### テレビドラマ
- 北条時宗（2001年、NHK大河ドラマ）
- 博多 はたおと（2008年12月12日〔全国放送2009年2月11日〕、NHK福岡「福岡発地域ドラマ」） - 織元の社長
- パーフェクト・リポート（2010年、フジテレビ系列） - 富樫
- 遺留捜査（2011年、テレビ朝日）
- 新・警視庁捜査一課9係 season3 第10話（2011年9月7日、テレビ朝日） - 吉村
- 贖罪 第2話（2012年1月15日、WOWOW） - 校長
- 月曜ゴールデン 女取調官2（2012年2月20日、TBS）
- 高校入試（2012年10月 - 12月、フジテレビ） - 上条勝
- ゴーイング マイ ホーム（2012年10月 - 12月、関西テレビ） - ゴリさん
- 遅咲きのヒマワリ〜ボクの人生、リニューアル〜（2012年10月 - 12月、フジテレビ）
- 終電バイバイ 第7話（2013年2月25日、TBS） - 浅井
- 世にも奇妙な物語'13 春の特別編「呪web」（2013年5月11日、フジテレビ） - 荻野仁志
- リミット（2013年7月 - 9月、テレビ東京） - 板垣
- 警部補 矢部謙三2第6話「矢部謙三に死の制裁を！ 姿なき暗殺者」（2013年8月16日） - 小池久志
- 家族狩り（2014年7月 - 9月、TBS） - 巡査
- HEAT (テレビドラマ)（2015年） - 塩川宗次郎
- 相棒 season14 第1話「フランケンシュタインの告白」（2015年10月14日、テレビ朝日） - 大谷真治
- 螻蛄（疫病神シリーズ）（2016年2月 - 3月、BSスカパー!） - 友野良晋
- 未解決事件 File.06 赤報隊事件（2018年1月27日、NHK） - 朝日新聞東京本社社会部 臼井敏男

### 映画
- 海猿（2004年）
- 奇跡（2011年）
- ロボジー（2012年）
- 図書館戦争（2013年）
- 相棒シリーズ X DAY（2013年）
- 体脂肪計タニタの社員食堂（2013年）
- そして父になる（2013年）
- 闇金ウシジマくん Part2（2014年）
- 龍三と七人の子分たち（2015年）
- 海街diary（2015年）
- 日本のいちばん長い日（2015年）
- ボクは坊さん。（2015年）
- 万引き家族（2018年）

### 劇場アニメ
- バケモノの子（2015年）

### バラエティ
- ワオ（2014年4月 - 9月、フジテレビ）

### 舞台
- 怪人二十面相（1998年）
- あの煌めきの日々よ（2001年12月）
- シャンハイムーン（2003年7月）
- 私生活（2003年9月）
- お父さんのお父さん（2005年）
- 朝焼けのマンハッタン（2005年12月）
- パードレ・ノーストロ-我らが父よ（2006年）
- ランチ・アワー（2006年4月 - 9月）
- ヨーン・ガブリエル・ボルクマン（2006年12月）
- 死人にクチナシ？（2012年11月）

### CM
- ほっかほっか亭（肉野菜炒め弁当、幕王、牛すじ重）
- スロットランド（姪浜駅前店、須恵店、天神店）
- 大口酒造（黒伊佐錦）
- ベスト電器
- もち吉（酎々凡々）
- カッチャオ
- 高山質店
- SAI建築社
- 公共広告機構（はだかの王様）
- AU熊本
- J-COM
- エステワム(居酒屋編、おもてなし編）
- BBIQ
- 杉乃井ホテル(あれこれ編、そろそろ編）
- 鷹正宗
- ももち報道K宣言
- めしや丼
- 福岡ソフトバンクホークス(松中選手編）
- ワウ
- オーベル
- 仁丹緑茶青汁
- 高田引越しセンター
- 九州福祉大学
- リンガーハット・浜勝
- J-SPOT
- スタンダード家庭教師
- 若松競艇
- メディアプライス
- 阪九フェリー(フェリー提督）
- はぴねすクラブ
- きじま後楽園遊園地（きじまの天使）
- 住宅情報タウンズ
- DIX-KUROKI
- クラシアン
- 楽市楽座
- 小林製薬（ひんやりジェルマット）
- パルコ
- マリエールオークパイン沖縄
- 小正醸造（小鶴黄麹）
- 梅の花
- ハウス食品(ウコンの力クール)
- 第一三共ヘルスケア（プレコール持続性カプセル）

### ラジオ
- FMシアター「風と走れサツマ」（2000年9月2日、NHK）、「桜なやつら」